# Francisco de Zurbarán
Francisco de Zurbarán (Fuente de Cantos, Badajoz, 7 de noviembre de 1598-Madrid, 27 de agosto de 1664) fue un pintor del Siglo de Oro español que destacó en la pintura religiosa, siguiendo las disposiciones de la contrarreforma sobre el Arte. Sus obras muestran una aguda observación y reproducción del natural, especialmente en la captación de los valores táctiles. Asimismo, un gran talento para resaltar las figuras, sobre fondo oscuro en su primera etapa y sobre bellos paisajes después. Su colorido es muy personal y bien armonizado: rosas, malvas, verdes, y unos espléndidos blancos. Zurbarán siempre resalta la humanidad de los personajes santos, y representa los elementos naturales y las escenas cotidianas con un aire real y espiritualizado al mismo tiempo, en un ambiente de mágico silencio. Por contra, se le reprocha poco dominio de la perspectiva y del escorzo, parca habilidad para reproducir el movimiento, y dificultad para ordenar las figuras en el espacio, dentro de composiciones complejas.

## Formación y primeros trabajos
Francisco de Zurbarán nació el 7 de noviembre de 1598 en Fuente de Cantos (Badajoz). Sus padres fueron Luis de Zurbarán, comerciante de origen vasco establecido en aquella localidad desde 1582, e Isabel Márquez. No se sabe por qué a veces firmó documentos como Francisco de Zurbarán Salazar. Otros dos importantes pintores del Siglo de Oro nacerían poco después: Velázquez (1599-1660) y Alonso Cano (1601-1667).
Ingresó el 15 de enero de 1614 en el taller del pintor Pedro Díaz de Villanueva, en Sevilla. Su aprendizaje terminó en 1617, año en el que se casó con María Páez, en Llerena, donde se estableció. De este matrimonio nacieron tres hijos, bautizados en Llerena: María (bautizo: 22 de febrero de 1618), Isabel Paula (13 de julio de 1623) y Juan de Zurbarán (19 de julio de 1620) quien fue un dotado pintor, fallecido muy joven.

Su primer lienzo conocido es la Virgen de las nubes (ca.1619-1620) realizado quizás para un retablo de una iglesia de su ciudad natal. Fallecida su primera esposa en 1623-1624, contrajo segundas nupcias en 1625 con Beatriz de Morales —de Llerena y también viuda— con quien no tuvo hijos, y quien fallecería en Sevilla el 28 de mayo de 1639. El 17 de enero de 1626 —como vecino de Llerena—, firmó su primer contrato para una orden religiosa —el Convento de San Pablo el Real— para pintar veintiún cuadros, por un total de 4000 reales. Como complemento a este conjunto, pintó el impresionante Crucificado —firmado y fechado en 1627— origen de su celebridad en Sevilla. Zurbarán representó un cuerpo casi desnudo, de perfecta anatomía, poco sangriento, sosegado después del sacrificio, dramáticamente iluminado por la derecha. Su cabeza de serena belleza, inclinada hacia su derecha, y el perizoma  —abultado en pliegues de un blanco deslumbrante— evitan la monótona simetría de los Crucificados de Pacheco.
El conmovedor lienzo San Serapio —firmado y fechado en 1628— es la primera gran muestra de la aversión de Zurbarán a pintar detalles morbosos. Esta obra fue encargada por religiosos mercedarios quienes, además de los tres votos tradicionales, pronunciaban un voto de «redención o de sangre», entregando su vida a cambio del rescate de los cautivos. El pintor evitó los detalles sangrientos del suplicio al que fue sometido san Serapio debido a este voto, y prefirió esconder su cuerpo bajo un bellísimo hábito mercedario. Tal vez la maestría mostrada en este lienzo le proporcionó el notable contrato del 29 de agosto de 1628: como vecino de Llerena, se comprometió a realizar —en un año— veintidós cuadros sobre la vida de san Pedro Nolasco, para el Convento de la Merced, cobrando por ello 1500 ducados más los materiales. Con sus oficiales, se trasladó desde Llerena a Sevilla para realizar dicho trabajo.
Es de 1628-1629 el conjunto de cuadros para el Colegio de San Buenaventura. Entre 21 y 27 de junio de 1629, el Cabildo municipal de Sevilla mostró su deseo de que Zurbarán se estableciera en esta ciudad.

## La "década prodigiosa", primer viaje a Madrid y regreso a Sevilla
Los años entre 1630 y 1640 se consideran la etapa más rica y personal de Zurbarán. El 19 de septiembre de 1629 vive con su familia en Sevilla, n.º 27 del callejón del Alcázar. Recién instalado, recibe un encargo para el Convento de la Trinidad. Nominándose a sí mismo «maestro pintor de la ciudad de Sevilla», Zurbarán despertó los celos de pintores como Alonso Cano. El 25 de mayo de1630, se negó a pasar el examen que debían hacer los agremiados que trabajaban en Sevilla, alegando que esta ciudad le había declarado «hombre insigne». El 8 de junio de 1630, el Consejo Municipal de Sevilla le encargó una Inmaculada para un salón del Ayuntamiento. De 1630 data la Visión de San Alonso Rodríguez, y el 21 de enero de 1631 contrató, para el Colegio de Santo Tomás, la Apoteosis de Santo Tomás de Aquino, el lienzo de mayor tamaño de su corpus pictórico. El 29 de diciembre de 1632 alquila una casa en la calle Ancha, de la Iglesia de San Vicente.
De esta etapa constan unos doscientos cuadros, muchos de ellos firmados, lo que indica que Zurbarán se enorgullecía de ellos. El pintor fue mejorando la agrupación de las figuras en la composición, donde el paisaje y los elementos arquitectónicos tienen más o menos interés, según su función relativa. En las obras que lo precisan, el fondo és prácticamente dorado, para significar una escena celestial.
El 12 de junio de 1634 —en Madrid— cobra 200 ducados a cuenta de 144 309 reales y 26 maravedíes, por los doce cuadros que ha de pintar de la Serie de los Trabajos de Hércules del Salón de Reinos, del Palacio del Buen Retiro. El 9 de agosto y el 6 de octubre cobra sendas partidas por el mismo concepto. El 13 de noviembre declara haber cobrado lo estipulado por diez cuadros de Los trabajos de Heracles, y por dos de la Defensa de Cádiz contra los ingleses.
Este viaje a Madrid fue determinante para su evolución pictórica, debido a su encuentro con Diego Velázquez, y al estudio de las obras de los pintores italianos y flamencos que había en la corte. A partir de aquí, fue suavizando el tenebrismo y el caravagismo de sus inicios, sus celajes se hicieron más claros y los tonos menos contrastados.
El 19 de agosto de 1636, dotado con el título de «Pintor del Rey», volvió a Llerena, para realizar obras en la iglesia de Nuestra Señora de la Granada, por valor de 3150 ducados, ayudado por Jerónimo Velázquez, a quien otorgó un poder —4 de mayo de 1641— para cobrar lo debido por estos trabajos. En 1637 cobró por unos cuadros en la sacristía de la Iglesia de San Juan Bautista (Marchena). El 4 de marzo tasó la pintura de dos púlpitos en Sevilla, y el 26 de mayo contrató la pintura de seis cuadros para el Convento de la Encarnación de Arcos de la Frontera, que cobró el 27 de agosto de 1638. Con Alonso Cano y Francisco de Arce, aparece como fiador de José de Arce para un retablo de la Cartuja de Jerez.
En 1638, su hija María se casó  —5 de marzo— con el valenciano José Gassó, y el 17 de julio Zurbarán recibió 914 reales por la decoración del navío «El Santo rey san Fernando», obsequio de la ciudad de Sevilla a Felipe IV para el Parque del Retiro. En 1638-1639 contrata los trabajos para la Cartuja de Jerez de la Frontera. El 3 de marzo de 1639 contrata la serie de cuadros para el Monasterio de Guadalupe, cobrando en 1640, 1643, 1646 y 1647 cantidades por los estos lienzos y otras obras. El 18 de agosto de 1641 su hijo Juan —de 21 años— se casó en Sevilla con Mariana de Quadros.

## Período 1641-1658
La caída del conde-duque de Olivares —1643— y las adversidades militares agravaron la decadencia de la monarquía Hispánica, con negativos efectos en Sevilla, que contribuyeron a empeorar los de la gran peste de 1649. A la consiguiente debacle económica, cabe añadir un cambio de gustos artísticos, a los que Zurbarán no supo adaptarse, siendo superado por nuevos artistas, especialmente Murillo y Herrera el Mozo.
Se conservan unos doscientos lienzos de este período, en general de mediano tamaño y de calidad muy desigual. Si bien hay varias obras magníficas, muestran generalmente poca voluntad renovadora, y pocos están firmados. Si se admite que Zurbarán firmaba —a veces también fechaba— aquellos de los cuales más se enorgullecía, seguramente gran parte de esta producción es básicamente obra del taller. Los temas tratados incluyen: el Crucificado, Santos fundadores, y la Virgen con el Niño. Muchas de sus Inmaculadas y Vírgenes mártires son de esta etapa, apareciendo también temas tan curiosos como Jacob y sus doce hijos o Los Infantes de Lara. Sólo al final de esta etapa contrata un conjunto monástico comparable a los de las fases anteriores: el del Monasterio de la Cartuja.
Fallecida Isabel Márquez, se casó Zurbarán en terceras nupcias —en Sevilla, 7 de febrero de 1644— con Leonor de Tordera, con quien tuvo seis hijos, bautizados también en Sevilla: Micaela-Francisca el 24 de mayo de 1645, José Antonio el 2 de abril de1646, Juana Micaela el 9 de febrero de 1648, María el 9 de abril de 1650, Eusebio el 8 de noviembre de 1653 y Agustina Florencia el 2 de noviembre de 1655.
En 1644 concluyó el retablo de la capilla de los Remedios, de Zafra, y contrató dos cuadros para la cofradía del Rosario, de Carmona. El 25 de mayo de 1644 arrendó una casa en la calle Borceguinería, y en 1645 residía en una casa de los Alcázares Viejos. El 8 de junio de 1649 falleció su hijo Juan —notable pintor— a causa de gran peste de Sevilla. El 4 de enero de 1652, ingresó en la Cofradía de la Santa Caridad. En 1655, el prior del Monasterio de la Cartuja le encargó los tres grandes lienzos para la sacristía. En 1656, Zurbarán y su familia aparecen censados en la calle de los Abades n.º 1, casa 267. En noviembre-diciembre de 1656, el pintor y su esposa son demandados por deudas y en 1658 residen en la calle Abades, casa 262, de Sevilla.

## Segundo viaje a Madrid
En mayo de 1658, Zurbarán viajó de nuevo a Madrid, continuando su familia en Sevilla. El 23 de diciembre testificó a favor de su amigo Diego Velázquez, en la investigación sobre éste para su admisión en la Orden de Santiago. Diego Velázquez falleció el 6 de agosto de 1660.
En un documento del 10 de junio de 1659, consta que Zurbarán y su esposa residían en Madrid, calle de las Carretas, parroquia de Santa Cruz. Las obras realizadas en esta época son relativamente pocas, pero abundan las que están firmadas. Zurbarán renovó tanto su repertorio como su técnica, ya que los antiguos clientes religiosos fueron substituidos por particulares que pedían otros temas, representados con otra sensibilidad. El pintor utiliza en este período un sutil esfumado, un modelado firme pero delicado, y una iluminación refinada que destaca la bella policromía de objetos y figuras. Su última obra conocida —fechada en 1662— es la Virgen con el Niño y san Juanito (Museo de Bellas Artes de Bilbao).
El 27 de agosto de 1664, Francisco de Zurbarán murió en Madrid. El hallazgo en el Antiguo Archivo General de Protocolos de Madrid del inventario de sus bienes —redactado en 1665— muestra que vivía en un aceptable nivel de bienestar. Fue enterrado en el convento de Copacabana, destruido en el siglo XIX a raíz de la desamortización de Mendizábal, perdiéndose sus restos.

## Casa Museo
Su casa natal en Fuente de Cantos ha sido rehabilitada y dispone de las más modernas tecnologías para trasladar al visitante a la época del genial pintor extremeño. Un museo que pertenece a la red de Museos de Identidad de Extremadura.

## El taller del maestro
En la España del siglo XVII, los aprendices de pintor solían vivir en la casa del maestro, quien tenía que darles de comer, calzar, cama, ropa limpia y cuidado en las enfermedades, a cambio de un pago previamente realizado por sus padres o tutores. Terminado el aprendizaje, podían continuar en el obrador como oficiales —cuyo trabajo era ahora remunerado—o establecerse como pintores independientes. En el primer volumen del catálogo de O. Delenda constan 286 pinturas realizadas por el maestro, con mayor o menor participación de su taller. En el segundo volumen —obras de taller o de autoría dudosa— figuran otras 471 pinturas, más dos retablos. Sin duda, bastantes otras pinturas realizadas por el obrador permanecen desconocidas o no han llegado hasta la actualidad.
En un taller capaz de una producción tan copiosa, el colaborador más dotado de Zurbarán fue su hijo, Juan de Zurbarán, a quien se atribuyen 19 obras. Son atribuibles —con reservas— al taller de Zurbarán: 7 pinturas a Ignacio de Ries, 4 a Juan Luis Zambrano, 56 a Francisco Polanco, 42 a Bernabé de Ayala, 3 al llamado Maestro de San Hermenegildo, y 27 al llamado Maestro de Besançon, pero es dudoso que estos artistas empezaran en el taller como aprendices, siendo probablemente colaboradores externos. Se desconoce la autoría de las otras obras atribuidas al taller.

## Contexto religioso y artístico
En 1600 existían en Sevilla dieciséis monasterios de hombres y veintiún conventos de monjas. Durante los veinticinco años siguientes se establecieron otras quince fundaciones. Estas entidades eran grandes comitentes de Arte: en la iglesia tenía que haber un retablo con escenas de la vida de Cristo y/o con imágenes del fundador de la orden, en el claustro solía haber lienzos representando la vida de éste, y retratos de algunos de miembros distinguidos de la orden en la biblioteca o en la sala capitular.
No existía el concepto de «Arte por el Arte», y las pinturas se valoraban básicamente como portadoras de una iconografía, pero los superiores de los monasterios eran generalmente cultos, y los religiosos y religiosas valoraban la calidad, creyendo que la belleza era más estimulante que la mediocridad para la elevación del alma. La imitación pictórica de la naturaleza se comparaba con el proceso creativo de Dios. Había un estricto control de la temática, ortodoxia y del decoro, tanto es así que Zurbarán se comprometió —por un contrato— a que le fueran devueltos aquellos cuadros que no fueran del agrado de los religiosos. Era habitual que los comitentes dieran modelos —generalmente grabados— a los artistas para adaptarlos a sus lienzos. A todo ello se acomodaba el arte, el estilo y la docilidad de Zurbarán.

## Zurbarán y América
Sevilla, era «Puerto y Puerta de las Indias», el gran puerto español para el comercio con los Reinos de Indias. Los galeones llegaban cargados de oro y zarpaban con productos españoles, entre ellos obras de arte, considerados meras mercancías. Quizás Zurbarán entró en contacto con el mercado americano —ca.1635— con el lienzo Pentecostés, destinado al Consulado de Cargadores a Indias, pero los primeros documentos conocidos al respecto son del 1638, mostrando que ya llevaba un tiempo negociando con América. El 16 de enero de este año aplazó parte del pago de la dote de su hija María hasta la llegada de los galeones, y el 10 de abril otorgó un poder para cobrar lo debido en Lima.
Del año 1647 son tres documentos referidos a Lima: el 22 de mayo cobró 2000 pesos de la abadesa del convento de la Encarnación, para pintar «diez escenas de la vida de la Virgen, más veinticuatro vírgenes de pie». El 25 de mayo percibió 1000 pesos por cuadros que allí habían de venderse. El 23 de septiembre y el 3 de noviembre otorgó un poder para cobrar doce cuadros con «Césares romanos a caballo». El 27 de febrero de 1649, se firma un recibo en Buenos Aires por un lote de quince vírgenes mártires, quince reyes y hombres ilustres, veinticuatro santos y patriarcas, y nueve  "países de Flandes", del taller de Zurbarán, para venderlos en la ciudad. A partir de esta fecha sólo se conocen dos documentos vinculándole con América: los poderes firmados — ya en Madrid— en 1660 y 1662, para cobrar aquel envío a Buenos Aires.
De los siete documentos nombrando la ciudad, Lima lo fue de cuatro y ninguno de ciudades del Virreinato de Nueva España, pero hay que considerar que uno era el lugar al que se enviaban los lienzos, y otro donde al final se vendían. Datos interesantes son que sólo un contrato —el de las monjas de la Encarnación, de Lima— fuera de instancia de parte, como los de las comunidades de España, y que el comercio con América se incrementara en los años de 1640-1650, cuando menguó su clientela andaluza. Si bien la producción enviada a América era considerada "mercancía", sorprende la alta calidad de la Cena de Emaús (Museo Nacional de San Carlos) que ya en el siglo XVII se encontraba en Iglesia de San Agustín (Ciudad de México). Otro ejemplo excepcional de su producción es la serie de Jacob y sus doce hijos, actualmente en el castillo de Auckland, que quizás no llegó a América a causa de un ataque pirata.

## La obra pictórica de Zurbarán

### Encargos de las órdenes religiosas
Los ciclos pictóricos encargados por las órdenes religiosas —antiguas y modernas— vivieron su mejor momento en España durante el siglo XVII, teniendo como principal objetivo la glorificación de la historia, de los fundadores y de los personajes importantes de las respectivas órdenes. Los principales artistas sevillanos se aplicaron a este cometido, que fue fundamental para Zurbarán, especialmente en su primera etapa. 

#### Orden Dominicana

##### Convento de San Pablo el Real
En 1626, los superiores de este convento le encargaron a Zurbarán veintiún cuadros, catorce de ellos sobre la vida de santo Domingo, cuatro sobre los doctores de la Iglesia latina, y tres más, correspondientes a Domingo de Guzmán, Tomás de Aquino y san Buenaventura. Actualmente, la serie sobre santo Domingo parece desaparecida, y del conjunto de doctores eclesiásticos solo tres se conservan: San Gregorio, San Ambrosio y San Jerónimo, los tres en el Museo de Bellas Artes de Sevilla.

###### Sacristía
Como complemento a la serie de veintiún cuadros, Zurbarán pintó en 1627, para la sacristía, el impresionante Crucificado, firmado y datado, que le valió un gran prestigio ante casi todas las órdenes religiosas de Sevilla.

###### Iglesia de Santa María Magdalena
En esta iglesia —del convento de san Pablo— se conservan Santo Domingo en Soriano y la Curación milagrosa del beato Reginaldo de Orleans, que debieron formar parte del ciclo sobre santo Domingo.

##### Colegio de Santo Tomás
Como otras órdenes del siglo XVII, los dominicos —al lado del convento — fundaron un colegio, para cuyo retablo del altar mayor de la iglesia, Zurbarán pintó —en 1631— su grandioso lienzo Apoteosis de Santo Tomás de Aquino (Museo de Bellas Artes de Sevilla), a veces considerado como su obra maestra. Se sabe que también pintó una serie de seis santos de medio cuerpo para la predela del retablo, de la cual tal vez procedan un San Pedro mártir y un Fraile dominico leyendo, ambos hoy en colecciones privadas. Un San Andrés (Museo de Budapest) y El Arcángel Gabriel (Museo Fabre) seguramente proceden de la llamada capilla de los flamencos. Dos versiones de Fray Diego de Deza tal vez procedan de este colegio, una de la celda del prior y otra de la biblioteca.

##### Convento de Porta Coeli
Para la iglesia de este convento —destruido en el siglo XIX— Zurbarán realizó dos lienzos, entre 1638 y 1640: un San Luis Beltrán y un Beato Enrique Susón, ambos en el Museo de Bellas Artes de Sevilla.

#### Orden de la Merced
La orden mercedaria, fundada por san Pedro Nolasco en 1218, fue posteriormente influenciada por los carmelitas descalzos, formando —en 1603— la orden de los Mercedarios Descalzos, para quienes trabajó Zurbarán en dos conventos de Sevilla:

##### Convento de la Merced

###### SalaDe Profundis
El conmovedor San Serapio —firmado y fechado en 1628— (Wadsworth Atheneum)  tal vez fue la prueba de capacidad que necesitaban los frailes de este convento para encargar a Zurbarán el considerable conjunto sobre la vida de Pedro Nolasco en el claustro de los bojes.

###### Claustro de los bojes
Nolasco fue canonizado en 1628, año en que Zurbarán recibió el encargo de veintidós lienzos para el claustro de los bojes, lo que le permitió trasladar su residencia desde Llerena a Sevilla. De este conjunto —que tal vez no se completó— se han conservado diez obras. Parece que Zurbarán solamente intervino en algunos lienzos, sirviéndose de colaboradores y basándose en estampas de Jusepe Martínez. Se conservan seis pinturas seguras de Zurbarán: Salida de san Pedro Nolasco hacia Barcelona (Museo Franz Mayer), Aparición de la Virgen a san Pedro Nolasco (colección privada), Visión de san Pedro Nolasco y Aparición de san Pedro a san Pedro Nolasco (ambas en el Museo del Prado), el Descubrimiento de la Virgen del Puig (Museo de Arte de Cincinnati) y La rendición de Sevilla (colección privada). El Nacimiento de San Pedro Nolasco (Museo de Bellas Artes de Burdeos), perteneciente también a esta serie, es de atribución dudosa, atribuyéndose a Francisco Reina los lienzos restantes, conservados en la catedral de Sevilla.

###### Biblioteca
Zurbarán pintó para la biblioteca del convento una serie de retratos de teólogos y predicadores de la orden mercedaria, cuatro de los cuales se hallan en la Real Academia de Bellas Artes de San Fernando. Otro lienzo de características similares (sacristía de la iglesia de santa Bárbara de Madrid) tal vez provenga del mismo conjunto.

##### Convento de San José de la Merced Descalza (Sevilla)
Para este convento —actualmente desaparecido— Zurbarán realizó ca.1636 varios lienzos. Se desconoce la ubicación originaria de algunos, debido a las reformas realizadas, al expolio napoleónico y a la dispersión debida a la desamortización. En los lados opuestos del crucero de la iglesia conventual se hallaban San Lorenzo (Museo del Hermitage) y San Antonio Abad (colección privada). También han llegado hasta nuestros días: San José con el Niño Jesús (Iglesia de San Medardo, París), Santa Apolonia (Museo del Louvre), Santa Lucía (Chartres, Musée des Beaux-Arts), Entierro de Santa Catalina (Pinacoteca Antigua de Múnich) y El Padre Eterno (Museo de Bellas Artes de Sevilla).

#### Orden franciscana
La orden franciscana, fundada por san Francisco de Asís en 1209, se divide en tres ramas: hermanos menores, hermanos menores conventuales y hermanos menores capuchinos. Zurbarán trabajó para dos de estas tres ramas franciscanas, sin duda impresionados por las pinturas realizadas por Zurbarán para otras órdenes religiosas.

##### Colegio de San Buenaventura
El convento de los hermanos menores era uno de los más importantes de Sevilla y su colegio era el centro español de estudios teológicos de esta orden. Para la iglesia del convento Zurbarán y Francisco Herrera el Viejo iniciaron en 1629 un ciclo pictórico sobre la vida de Buenaventura de Fidanza. Francisco Herrera realizó cuatro lienzos —en el muro del evangelio— representando la juventud y la vocación de san Buenaventura, mientras que Zurbarán realizó otros cuatro —en el muro de la epístola— representando la madurez y la muerte de dicho santo. Las obras realizadas por Zurbarán son: San Buenaventura revela el crucifijo a santo Tomás de Aquino (destruido en Berlín en 1945). Exposición del cuerpo de san Buenaventura y San Buenaventura en el concilio de Lyon (ambos en el Museo del Louvre) y San Buenaventura en oración (Galería de Pinturas de los Maestros Antiguos).

##### Convento de los capuchinos
Zurbarán pintó para este convento dos versiones del Crucificado, una ca.1625-1630, y otra ca.1640. Ambas se hallan actualmente en el Museo de Bellas Artes de Sevilla.

#### Orden Trinitaria
Los trinitarios tenían en Sevilla el Convento de la Trinidad, para el que Zurbarán se comprometió —en 1629— a pintar varias obras, cobrando 130 ducados, lo que es muy poco y explica la amplia participación del taller. Proceden de este convento las siguientes obras:

##### Retablo de san José
Los lienzos procedentes de este retablo, de poca calidad, son obra del taller. Son Jesús entre los doctores (museo de Bellas Artes de Sevilla) y Presentación de la Virgen en el Templo (Monasterio de El Escorial)

##### Sagrario
Procede de la puerta del sagrario el magnífico Niño Jesús bendiciendo (Museo Pushkin), obra segura de Zurbarán y una de sus escasas pinturas sobre tabla.

#### Orden de los carmelitas
La orden de Nuestra Señora del Monte Carmelo surgió en el siglo XII cuando un grupo de ermitaños, inspirados en el profeta Elías, se retiraron al monte Carmelo, donde siguieron la Regla de san Alberto. Considerando su origen en Tierra Santa, se entiende que los monjes carmelitas encargaran al pintor la representación de ciertos santos más bien propios de la cristiandad oriental.

##### Iglesia carmelita de San Alberto
La Iglesia de San Alberto tenía siete capillas laterales, cada una con un retablo. Zurbarán fue encargado —ca.1630-1635— de la decoración de la última capilla en el lado de la epístola, del que se han conservado San Pedro Tomás y San Cirilo de Constantinopla, ambos actualmente en el Museo de Bellas Artes de Boston, San Blas. (Museo Nacional de Arte, Bucarest) y San Francisco de Asís (Museo de Arte de San Luis). Han desaparecido dos cuadros dedicados a san Pedro y a san Pablo.

#### Orden de los Cartujos

##### Cartuja de Santa María de la Defensión (Jerez de la Frontera)
La cartuja de Jerez de la Frontera, fundada en 1476 debe su nombre a una aparición milagrosa de la Virgen en 1370 en la que María habría desvelado el lugar en el que los castellanos hubieran caído en una emboscada tendida por los moros, librándoles, así de una muerte y derrota seguras.

###### Retablo central
Zurbarán pintó once cuadros para el retablo del altar mayor, encargados en 1636 y terminados entre 1639 y 1640. En el compartimiento central estaba la Apoteosis de san Bruno (Museo de Cádiz). En la predela se hallaban San Juan Bautista y San Lorenzo actualmente en el Museo de Cádiz, donde también se encontraban cuatro pequeños lienzos cuya ubicación en el retablo es dudosa. El resto están fuera de España, cuatro de ellos en el Museo de Grenoble: La Anunciación, Circuncisión de Jesús, Adoración de los pastores, y Adoración de los Magos, y La batalla de Jerez en el Met.

###### Acceso al tabernáculo
En las cartujas, el tabernáculo se sitúa en una capilla detrás del altar mayor, a la cual se accede por un pasillo. Para este acceso, Zurbarán realizó diez cuadros: dos Ángeles turiferarios y ocho Santos cartujos. Estas obras están realizadas pintadas sobre tabla, hecho inusual en Zurbarán, y se encuentran en el Museo de Cádiz excepto la de un cartujo, desaparecida.

###### Coro de los hermanos legos
Proceden de este coro dos lienzos importantes: Virgen del Rosario con dos cartujos (Museo Nacional de Poznan) y —probablemente— Inmaculada Concepción con san Joaquín y santa Ana (Galería Nacional de Escocia)

##### Cartuja de Santa María de las Cuevas (Sevilla)
Para la nueva sacristía —que todavía subsiste— de este convento, Zurbarán realizó tres lienzos: San Hugo en el refectorio de los Cartujos, Visita de san Bruno al papa Urbano II, y la Virgen de los cartujos. Su fecha de realización es dudosa: según algunos autores es ca.1655, y según otros es ca.1630-1635. También parecen procedentes de esta cartuja una versión del Descanso en la huida a Egipto (actualmente destruida) y el Niño de la espina del Museo de Bellas Artes de Sevilla.

#### Monasterio jerónimo de Guadalupe
Según la leyenda, un pastor encontró junto al río Guadalupe una estatua de la Virgen, escondida por los cristianos visigodos para evitar su profanación. Considerando que la invocación a esta imagen había propiciado su victoria en la batalla del Salado, Alfonso XI de Castilla ordenó la construcción de un santuario en el lugar del hallazgo. En 1389, el rey Juan I de Castilla ordenó su ampliación, entregándola a la orden de San Jerónimo. Por encargo de los responsables del monasterio Zurbarán pintó once cuadros —entre 1639 y 1645— que forman su única serie pictórica conservada completa in situ. Existe también otro conjunto en el coro de los legos, considerado obra de su taller.

##### Sacristía
En la sacristía se encuentran los lienzos relacionados con monjes jerónimos. El primero —Misa del padre Cabañuelas— posiblemente fuera una prueba de habilidad, ya que está firmado y fechado en 1638. Los otros —algunos fechados en 1639— se consideran realizados entre esta fecha y 1645, y son: Fray Diego de Orgaz ahuyentando las tentaciones, Fray Andrés de Salmerón confortado por Cristo, Fray Gonzalo de Illescas, Fray Fernando Yáñez rehusando el birrete arzobispal de Toledo, Visión premonitoria de fray Pedro de Salamanca, Fray Martín de Vizcaya repartiendo limosna y Despedida del padre Juan de Carrión.

##### Capilla de san Jerónimo
En la adyacente capilla de san Jerónimo se encuentran tres lienzos alusivos a la vida de este santo. En el ático se halla La Apoteosis de San Jerónimo, también llamada «la Perla de Zurbarán». En el lado derecho se hallan  Las Tentaciones de San Jerónimo y, en la parte izquierda, San Jerónimo flagelado por los ángeles. Las tres obras son fechables ca. 1640-1643

##### Coro de los hermanos legos
Estas pinturas —fechables ca.1658 y 1660— se consideran generalmente obra de taller. Sin embargo, después de una restauración en 1965-1966, San Nicolás de Bari y la Imposición de la Casulla a san Ildefonso han revelado ser de alta calidad, y la crítica moderna los atribuye a la etapa tardía del propio Zurbarán.

### Los encargos reales
El programa decorativo del Salón de Reinos del Palacio del Buen Retiro fue con toda seguridad establecido por el conde-duque de Olivares, ayudado por Rioja y por Velázquez. Estos tres personajes eran sevillanos, y es lógico que confiaran parte de los trabajos a un pintor que gozaba de buena fama en Sevilla. Zurbarán recibió en 1634 el encargo de La Defensa de Cádiz contra los ingleses y de diez de los doce Trabajos de Heracles, ancestro mítico de la rama española de los Habsburgo. Estos cuadros, pintados a la mayor gloria de Felipe IV y de Olivares, ciertamente no constituyen lo mejor de su obra, ya que el héroe debía representarse semidesnudo, y Zurbarán no dominaba la anatomía.

### Encargos de los particulares
Dada su numerosa y excelente producción para las órdenes religiosas, Zurbarán es a veces considerado «el pintor de los frailes». Sin embargo, es también muy importante su producción para una clientela privada, religiosa o seglar, a veces aristocrática, para la cual pintó numerosas obras, a veces de temas poco representados, o bien tratados de una manera muy personal, que no era posible en los encargos monásticos.

#### La devoción mariana de Sevilla:Las Inmaculadas de Zurbarán
El dogma de la Inmaculada Concepción afirma que la Virgen fue concebida libre del pecado original. Aunque la Iglesia no lo proclamó hasta 1854, su devoción en España era muy antigua. La iconografía de un tema tan abstracto se fue gestando a lo largo del siglo XVI, con base en la visión de Juan de Patmos: «una mujer vestida de sol, con la luna bajo sus pies y una corona de doce estrellas sobre la cabeza», rodeada de símbolos de las letanías lauretanas. Durante los años de Zurbarán en Sevilla, la ciudad vivió un apogeo del culto mariano, que contribuyó en gran manera a la nueva iconografía de dicho tema, matizado por Francisco Pacheco, en su Arte de la pintura, su antigüedad y su grandeza, en 1649, con ciertas indicaciones:  «...los atributos de la tierra [que] se acomodan, acertadamente, por país y los del Cielo, si quieren entre nubes. Adórnase con serafines».  en el centro de la parte celestial, sobre una luna transparente en cuarto creciente,
En sus Inmaculadas, Zurbarán se basó en la iconografía de Pacheco, pero variándola paulatinamente. La composición está siempre dividida en una pequeña porción terrena y una parte celestial, en el centro de la cual aparece La Virgen, siempre como una adolescente —o casi como una niña—  con su cabeza orlada por un círculo de estrellas y numerosas cabecitas de querubines entre nubes, Varios ángeles difuminados rodean su figura, iluminada por detrás por el Sol. Pero, si bien las primeras versiones se adaptan aquellas indicaciones, ya en las pintadas en la década de 1640, los atributos marianos de la parte celestial quedan difuminados o desaparecen, y los de la parte terrenal tienden a quedar también difusos. En las primeras versiones, la Virgen aparece sobre la luna en cuarto creciente, con las puntas generalmente hacia abajo, pero posteriormente posa sobre cabecitas de ángeles, mientras que su anterior rigidez y geometrismo dan paso un estilo más evolucionado. En todas las obras el manto de la Virgen es azul oscuro, pero su túnica —de color rosa pálido en los primeros cuadros—, pasa a ser del blanco deslumbrante propio del pintor.
Además de varias versiones de taller, existen trece versiones de este tema, autógrafas de Zurbarán:
Inmaculada Concepción (ca.1629, Museo del Prado); Inmaculada (Barcelona), 1632; Inmaculada Concepción (Sigüenza), ca.1635; Inmaculada Concepción (1635, Museo del Prado);
Inmaculada Concepción (Museo Cerralbo), 1645; Inmaculada Concepción (Fundación Focus), 1645; Inmaculada (Catedral de Sevilla), 1650; Inmaculada Concepción niña, 1656;
Inmaculada Concepción (Nueva York), 1656; Inmaculada Concepción (1658); Inmaculada con dos figuras alegóricas, 1658; Inmaculada Concepción (Budapest), 1661; Inmaculada Concepción (Langon), 1661

#### Suplicios, belleza y pudor:Las Santas de Zurbarán
Zurbarán y su taller produjeron numerosas imágenes de santas vírgenes, tanto en figuras individuales como en series pictóricas. Su calidad es muy desigual, ya que las series eran generalmente confiadas al taller, mientras que las figuras pintadas por el maestro se consideran entre lo más grato de su producción. Estas últimas se dividen en dos categorías:
- Figuras tradicionales, poco personalizadas, que representan a unas jóvenes disfrazadas como santas en las procesiones del Corpus Christi en Sevilla.
- Auténticos retratos de jóvenes portando atributos de los santos. Penetran en la psicología del personaje, de forma que Emilio Orozco los llama «retratos a lo divino», haciendo verosímil la sacralización de un personaje real.

En ambos casos, son figuras elegantísimas y con pocos atributos místicos. Llevan joyas preciosas y sus ropajes —de gran riqueza— están representados minuciosamente, y con gran armonía cromática. Si bien los trajes y las joyas remiten a las procesiones sevillanas, no es verosímil que se basen en el teatro su época, de mala fama a no ser que se tratara de autos sacramentales. Por otra parte, en el período barroco se extendió entre ciertas damas la costumbre de retratarse con los atributos de la santa de su nombre y —si el Cielo era como el Mundo perfeccionado— las santas debían ir ataviadas conforme a la alta posición conseguida a través de su virtud. Zurbarán demostró mucho pudor en la representación de los instrumentos de tortura y de los tormentos que sufrieron sus personajes. Por el contrario, sus santas reflejan la idea de santidad que tenían ciertos los teólogos de la época: la belleza permite revelar algo de lo divino. Así el maestro representa su propio ideal de belleza femenina: pelo moreno, rostro de forma ovalada, grandes ojos negros, boca pequeña, mejillas sonrosadas y cejas algo separadas.
Delenda considera obras de Zurbarán 19 lienzos:
- Santa Águeda. Odile Delenda considera autógrafos dos lienzos, que componen las referencias 109 y 182 de su catálogo razonado y crítico.
- Santa Apolonia. O. Delenda considera autógrafo un lienzo, con el n.º 117 de dicho catálogo.
- Santa Casilda. O. Delenda considera autógrafos dos lienzos, con los números 94 y 156.
- Santa Catalina de Alejandría. O. Delenda considera autógrafos dos lienzos, con los números 157 y 159.
- Santa con palma y corona. O. Delenda considera autógrafo un lienzo, con el n.º 158.
- Santa Dorotea.O. Delenda considera autógrafo un lienzo, con el n.º 203.
- Santa Eufemia. Un lienzo, considerado obra de Zurbarán, en el Museo del Prado y otro de autoría dudosa en el Palazzo Bianco de Génova,
- Santa Isabel de Portugal. O. Delenda considera autógrafo un lienzo, con el n.º 95.
- Santa Lucía. O. Delenda considera autógrafos tres lienzos, con los números 118, 160 y 205.
- Santa Margarita. O. Delenda considera autógrafo un lienzo, con el n.º 207.
- Santa Marina. Un lienzo auténtico de Zurbarán, según el Museo Carmen Thyssen Málaga y otro probablemente de taller en el Museo de Bellas Artes de Sevilla.
- Santa Rufina. O. Delenda considera autógrafos tres lienzos, con los números 201, 202 y 204.

#### Las santas infancias
Las referencias a la infancia de Cristo —después de su niñez— en los evangelios canónicos se limitan a Lc 2:40: «El niño crecía y se fortalecía, y se llenaba de sabiduría; y la gracia de Dios estaba sobre él». Según López Estrada, los lienzos de Zurbarán sobre esta temática están basados en la Vita Christi, de Ludolfo de Sajonia. Por otra parte los evangelios canónicos no relatan la infancia de la Virgen, los artistas se basaron en evangelios apócrifos —protoevangelio de Santiago y evangelio del pseudo-Mateo— o en escritos como la Flos sanctorum de Pedro de Ribadeneyra, tolerados por la Contrarreforma siempre que no contradijeran la Fe.
Las disposiciones sobre Arte dictadas por el Concilio de Trento pedían tratar estos temas con dulzura, candor, y discretas referencias a la Pasión de Cristo. El arte de Zurbarán se adaptaba perfectamente a estas indicaciones, realizando magníficas obras sobre estos dos temas, lo cual fue fundamental para establecer una nueva iconografía de ellos.

### Pinturas de animales y de bodegones
Bodegón —o naturaleza muerta— es un género artístico que representa animales, flores y otros objetos —naturales o hechos por el hombre— en cuadros sin personajes, o formando parte de una pintura religiosa, de historia, u otros tipos de composiciones con personajes. Zurbarán fue un magnífico pintor de bodegones de ambas categorías. La pintura animalista es un caso aparte pues  —pudiendo representar animales vivos— no puede considerarse una «naturaleza muerta».

#### Pintura de animales
Los animales pueden estar representados en cuadros sin personajes, o bien formar parte de una composición. Ejemplo del primer caso es el Agnus Dei —del cual existen seis versiones autógrafas— donde la lana está pintada con una cualidad casi táctil, adquiriendo este sencillo tema un aire trascendente. Zurbarán no se prodigó representando animales dentro de conjuntos con figuras, pero ya en la primeriza Salida de san Pedro Nolasco hacia Barcelona pintó un perro, y en la Huida a Egipto realizó un verdadero retrato del asno donde va montada la Virgen.

#### Bodegones sin personajes
El catálogo razonado de obras de Zurbarán —de Odile Delenda— reseña ocho bodegones de Zurbarán, que componen una galería de formas, tamaños y materiales diversos, tratados con gran esmero. Los objetos se presentan ante un fondo oscuro, y la luz destaca sus curvas y volúmenes, creando distintos efectos según cada material. Generalmente, Zurbarán valora los objetos individualmente, yuxtaponiéndolos en el conjunto. Los cinco lienzos: Bodegón con cacharros, fruta, pepinillo y pimientos, el Bodegón de membrillos, el Cesto de manzanas y melocotones, Dulces en un plato de plata y la Taza de agua y rosa en un plato de plata no son obras totalmente seguras del maestro, pudiendo ser fragmentos de composiciones mayores actualmente perdidas.
El único bodegón firmado y datado, es el Bodegón con cidras, naranjas y rosa (Museo Norton Simon), que representa cuatro cidras en un plato, seis naranjas con sus hojas y flores, y una taza sobre un plato metálico con una rosa en el borde. Del Bodegón con cacharros, existen dos magníficas versiones casi idénticas: una en el Museo del Prado y la otra en el MNAC de Barcelona, ambas donadas a dichos museos por Francesc Cambó. Los cuatro objetos están dispuestos en un mismo plano, alineados de forma casi «ceremonial». La taza de la izquierda es de metal dorado, y las otras tres vasijas son de barro. Las de ambos extremos reposan sobre unas bandejas de estaño. La composición produce una impresión de simplicidad —no de vacuidad— de ascetismo sin severidad, de rigor sin rigidez.

#### Bodegones en composiciones con personajes
Durante toda su carrera, Zurbarán puso especial cuidado en la representación de los objetos, en composiciones con personajes. Ya en su primeriza Curación milagrosa del beato Reginaldo de Orleans (1626) pintó un plato con una taza, y en su última obra conocida —Virgen con el Niño y san Juanito (1662)— representó unos frutos en un plato de estaño. En todos estos bodegones pintó con gran detalle —diríase que con amor— los objetos modestos, dotándolos de una cualidad simbólica. Antonio Bonet subraya que «sus naturalezas muertas tienen una densidad, una plenitud tan vigorosa que, aunque sólo sean uno de los elementos de una composición, su presencia se impone del mismo modo que la escena principal».

##### Los costureros de la Virgen
El cesto de ropa blanca aparece a menudo en las representaciones de Zurbarán sobre la niñez y juventud de la Virgen, mostrando que en cierta forma la Salvación dependió de Ella. El pintor se basó en fuentes como el evangelio del pseudo-Mateo, y en las recomendaciones de Pacheco, quien comenta: «Habiendo recogido su labor al anochecer, la Virgen deja su costura en una cesta, a sus pies». El costurero de ropa blanca, es signo de humilde labor y prefiguración del Sudario, y puede verse en la Virgen niña en éxtasis (Met), La Anunciación de Grenoble o en las tres versiones autógrafas de La casa de Nazaret.

##### La mesa de los cartujos
En el lienzo San Hugo en el refectorio de los Cartujos, Zurbarán compuso el mayor de sus bodegones. San Bruno y seis cartujos más, aparecen sentados en una mesa en forma de L, ante la cual está representado san Hugo —a la derecha— y un paje en el centro. La disposición en forma de L de los cartujos sentados y el cuerpo encorvado de san Hugo evitan la sensación de rigidez, que podría derivarse de la composición. Delante de cada monje están dispuestas las correspondientes escudillas de barro, con la comida y unos trozos de pan. Dos jarras de barro, un tazón boca abajo y unos cuchillos forman un conjunto, que podría resultar monótono si no fuera por la forma de la mesa, y porqué los objetos presentan diversas distancias en relación con el borde de ésta. Las dos jarras son de Talavera y muestran las armas de Gonzalo de Mena, fundador de la Monasterio de la Cartuja, de donde procede este lienzo.

##### La cena en Emaús
En este cuadro, todo está pensado para llamar la atención sobre el simbolismo de la Cena de Emaús. El bodegón sobre la mesa atrae la atención del espectador, contrastando con los personajes situados en la penumbra. Como es habitual en los bodegones de Zurbarán, los objetos están casi alineados. Sobre un mantel blanco cuidadosamente desplegado, se representa el pan, una jarra de barro barnizado, dos platos con comida y un cuchillo en escorzo, que acentúa la perspectiva. Atrae la mirada el trozo de pan que acaba de abrir Cristo, de un color aún más blanco que el del mantel. Los demás objetos sobre la mesa adquieren un tono intenso, debido más al resplandor del pan, que a la luz que proviene de la izquierda.

## Valoración de su obra y conclusiones
Antes de la guerra de la Independencia, Zurbarán era prácticamente desconocido fuera de España. El expolio napoleónico en España, obra del gobierno de José Bonaparte y del saqueo debido a varios generales, como Darmagnac, Caulaincourt, Eblé, Faviers, Sebastiani, Desolles, y especialmente el mariscal Soult, produjo la dispersión de muchas obras de arte españolas, primero a Francia, y de allí a otros países. Las pinturas de Zurbarán fueron de las que más padecieron este expolio. Cabe preguntarse por la preferencia de su obra por parte de aquellos militares. Según Paul Guinard, más que la avidez de unos parvenus: «¿podría pensarse que esos hombres, en general procedentes del pueblo y sin cultura artística, sentían una atracción espontánea hacia esta pintura simple, cálida y directa que podía despertar, en algunos de los principales admiradores de Zurbarán, algunos recuerdos de su infancia languedociana o gascona?.»
En 1835 a 1837, Luis Felipe envió a España al barón Taylor, para que reuniera obras de pintura española para formar —en 1838— en el museo del Louvre la llamada galería española, que fue desmantelada en 1853, siendo sus obras subastadas. Con ello, varias obras de Zurbarán quedaron dispersas en colecciones públicas o privadas de varios países. Estas dispersiones —funestas para el patrimonio artístico español— dieron a conocer la obra de Zurbarán en todo el mundo.
Théophile Gautier, en su Voyage en Espagne de 1845, en una visión propia de la literatura romántica, escribe:
«Moines de Zurbaran, blancs chartreux qui, dans l'ombre,
Glissez silencieux sur les dalles des morts,
Murmurant des Pater et des Ave sans nombre,
Quel crime expiez-vous par de si grands remords?
Fantômes tonsurés, bourreaux à face blême,
Pour le traiter ainsi, qu'a donc fait votre corps?»
«Monjes de Zurbarán, blancos cartujos que, en la sombra,
Pasáis silenciosos sobre las losas de los muertos,
Murmurando los Pater y las Ave sin nombre
¿Qué crimen expiáis para tan gran remordimiento?
Fantasmas tonsurados, verdugos pálidos
Para tratarlo así ¿que ha hecho vuestro cuerpo?»
.Por su parte, Élie Faure, pareciendo desconocer la dulzura de las Inmaculadas de Zurbarán y la suprema elegancia de sus Santas, dedica un triste comentario a las obras del pintor:

«La esterilidad de España es, en los claustros sepulcrales en los que la meditación se ejerce con las calaveras de los muertos y los libros recubiertos de piel. Las vestiduras grises o blancas, largas y tétricas como los sudarios. En derredor las bóvedas son espesas, las losas frías, la luz mortecina. Un tapiz rojo, o una colgadura azul animan, aquí o allá, esta aridez. La voluntad de pintar se revela en el pan duro, las raíces crudas de la comida tomada en silencio, una mano, la cara terrosa, cadavérica, una mantel mortuorio gris plateado. Pero esas caras espectrales, esas vestimentas mate, esa sobria madera, esos huesos desnudos, esas cruces de ébano sin brillo, esos libros ocres con una franja roja, ordenados y tristes como las horas que se volatilizan, perdidas en taciturnos ejercicios repetidos hasta el último momento, toman el aspecto de una arquitectura implacable que la misma fe impone a la plástica, prohibiendo todo aquello que no sea más que un línea rígida, una superficie desnuda, un volumen preciso y austero. Los que distribuyen o toman el alimento revisten la necesidad de vivir de una solemnidad que traspasa el mantel, los vasos, los cuchillos y el sustento. Aquellos que están en el lecho fúnebre imprimen a la vida que les rodea la rigidez de la muerte.» (El arte moderno, reedición de 1964, pp. 164-166).

Christian Zervos, fundador de Cahiers d'art, afamado historiador del arte y autor del monumental catálogo razonado de la obra de Pablo Picasso, sostiene que cabe atribuir a Zurbarán un lugar preponderante en el arte español:

«Exceptuando al El Greco, y quizá también a Velázquez, que es igual, sino superior, Zurbarán superó a todos los demás pintores españoles. Además su obra tiene mucha relación con las tendencias actuales de la pintura. Sin embargo su obra no es conocida ni apreciada en su justa medida, (…). La característica de la obra de Zurbarán es la de mostrar todo aquello que la pintura puede ofrecer respecto a la realidad humana, (…). Zurbarán presenta a sus santos y a sus monjes en la vida psíquica más concisa, pero a la vez más atormentada por las graves inquietudes espirituales provocadas por el deseo de aproximarse a Dios. No expresa, en sus cuadros, ningún sentimiento terrible. La muerte no tiene, para él, nada de espantoso.» (Citado en el Catálogo de la exposición de 1988, p. 53).

Zervos habla de la actualidad de la pintura de Zurbarán. Así es, si se analiza el tratamiento dado a los mantos de San Andrés (Museo de Budapest) y el de San José en San José con el Niño Jesús (iglesia de San Medardo) y al hábito de San Pedro Tomás (Museo de Boston), se comprende que algunos críticos hablen de una «estilización buscada, premonitoria de la abstracción cubista». (Catálogo de la exposición de 1988, p. 156). Y la naturaleza muerta de la Cena de Emaús ¿no está más próxima, en su rigor, a la de la Naturaleza muerta de la sopera (ca.1877) de Cézanne (Museo de Orsay)?
Como todos los grandes maestros, Zurbarán, no da la impresión de haberse limitado a las exigencias requeridas por sus comitentes. A todo esto cabe constatar su genio para trascender —sin desafiar— las prohibiciones y las reglas, convirtiéndolas en ocasiones propicias para crear — muchas veces— una obra maestra.
No debería plantearse la cuestión de jerarquías entre los grandes pintores, sino meditar sobre sus obras, intentar comprender los problemas a los que se enfrentaron, y reflexionar sobre la trascendencia que hayan tenido sobre otros artistas y en la Historia del arte, No debiera establecerse comparaciones entre El Greco, Zurbarán, Velázquez, Murillo... Cada persona tiene un criterio propia acerca del arte, de las personas y de las cosas. Sobre este particular, es interesante la opinión de Yves Bottineau, antiguo inspector general de los Museos de Francia, y encargado del Museo Nacional del Palacio de Versalles y del Trianón:
«Actualmente, conforme a un balance habitual en la historia del arte, algunos comentaristas, por lo menos en privado, desdeñan a los admiradores de Zurbarán comparándole con la poética facilidad de Murillo. Pero la pintura española es tan rica que el reconocimiento otorgado a sus más grandes representantes no debe ajustarse a la clasificación mudable del gusto y la crítica; debería, más bien, seguir las vías de la prudencia ilustrativa y admirativa. Cada uno de ellos, de los grandes, merece que uno murmure, al respecto, el principio de los versos de John Keats en su Endimión»
A thing of beauty is a joy for ever:"
Its loveliness increases; it will never"
Pass into nothingness...»
(Una cosa bella es un goce eterno:
Su hermosura va creciendo,
Y jamás caerá en la nada...)
(Catálogo de la exposición, 1988, p. 55).